# Анрі Лефевр
Анрі Лефевр (фр. Henri Lefebvre; 16 червня 1901 року — 29 червня 1991 р.) — французький марксистський філософ і соціолог, відомий за новаторську критику повсякденного життя, розроблені ідеї права на місто та виробництва соціального простору, а також за свою роботу з діалектики, відчуження, критики сталінізму, екзистенціалізму та структуралізму. За свою плідну кар'єру Лефевр написав понад 60 книг і 300 статей. Він заснував або брав участь у заснуванні кількох інтелектуальних та академічних журналів: Philosophies, La Revue Marxiste, Arguments, «Соціалізм або варварство», Espaces et Sociétés.

## Біографія
Лефевр народився у місті Хагетмау, Франція. Вивчав філософію в Паризькому університеті (Сорбона), який він закінчив у 1920 році. З 1924 року він працював з Полом Нізаном, Норбером Гутерманом, Жоржем Фрідманом, Жоржем Політцером і П'єром Моранжем у складі групи Філософії, шукаючи «філософську революцію». Після співпраці з сюрреалістами, дадаїстами та іншими групами, Філософії перейшли до ідей Французької комуністичної партії.
Лефевр приєднався до ФКП у 1928 році і став одним з найвидатніших французьких марксистських інтелектуалів другої чверті 20-го століття, перш ніж приєднатися до руху французького опору. У 1944—1949 роках — він був директором «Radiodiffusion Française», французького радіо в Тулузі. Одна з його найвпливовіших робіт цього часу — антисталінський матеріал про діалектику під назвою «Діалектичний матеріалізм» (1940). У 1947 році Лефевр опублікував свій перший том «Критики повсякденного життя». Його робота над методом була схвалена і пізніше запозичена Жаном-Полем Сартром у "Critique de la raison dialectique" (1960). Під час тридцятирічного перебування у ФКП Анрі обирали для публікації критичних атак на теоретиків суперечних ідей, особливо проти екзистенціалістів: Сартра та колишнього колеги Лефевра, Нізана. Наприкінці 1950-х його самого виключили з партії через теоретичну та політичну ортодоксальність. Таким чином, Лефевр з одного з найголовніших інтелектуалів ФКП став одним із найбільших критиків політики партії (наприклад, відсутності позиції ФКП щодо Війни в Алжирі, і в загальному — підтримки сталінізму) і її ідей (зокрема структуралізму, особливо ідей Луї Альтюссера).
У 1961 р. Лефевр став професором соціології у Страсбурзькому університеті, і у 1965 р. перейшов до нового університету в Нантеррі. Він був одним з найшанованіших професорів університету, і вплинув на повстання студентів у травні 1968 року, яке він пізніше аналізував. У 1968 р. у книзі «Le Droit à la ville» Лефевр представляє поняття права на місто (публікація книги передує повстанням у травні 1968 р.). Після виходу цієї книги Лефевр написав кілька впливових праць про міста, урбанізм і простір, серед них «Виробництво простору» (La production de l'espace, 1974), яка стала однією з найвпливовіших і найцитованіших робіт теорії урбанізму. На початку 1970-х років Лефевр вже опублікував одні з перших критичних коментарів до ідей постструктуралістів, особливо Мішеля Фуко. Протягом наступних років він брав участь у групі редакторів «Аргументів», журналу «Нових лівих», що познайомив французьку громадськість з центральноєвропейським ревізіонізмом.
Лефевр помер у 1991 році. Журнал «Радикальна філософія» у його некролозі вшанував довгу і складну кар'єру та вплив Анрі:
найплідніший з французьких марксистських інтелектуалів помер у ніч з 28 на 29 червня 1991 року, менше ніж через два тижні після свого дев'яностого дня народження. Протягом його тривалої кар'єри його ідеї кілька разів входили і виходили з моди і впливали на розвиток не тільки філософії, але й соціології, географії, політології та літературознавства.

## Критика повсякденного життя
Одним з найважливіших внесків Лефевра є ідея «критики повсякденного життя», яку він започаткував у 30-х роках. Лефевр визначав повсякденне життя діалектично як перетин «ілюзії та істини, сили та безпорадності; перетин того, що людина контролює, і того, що людина не контролює». У повсякденному житті відбувається постійно трансформуючий конфлікт між різноманітними, специфічними ритмами: між поліритмами тіла, фізіологічними (природними) ритмами та соціальними ритмами. Коротше кажучи, повсякденність була тим простором, в якому відбувалося все життя, і поза яким проходили всі роздроблені, окремі події. Хоча тема повсякденності була представлена у багатьох роботах Лефевре, найяскравіше вона була викладена в тритомному дослідженні «Критики повсякденного життя».

### Твори Лефевра
- Формальна лоґіка і діялєктична лоґіка (1982)